# Futebol Clube da Maia
O Futebol Clube da Maia foi um clube de futebol português da cidade da Maia, Área Metropolitana do Porto. Fundado a 4 de abril de 1954, realizava os seus jogos caseiros no Estádio Municipal Dr. José Vieira de Carvalho, com capacidade para 12 000 espectadores. Foi extinto em 2011 após graves problemas financeiros.

## História
O FC Maia nunca competiu no principal escalão do futebol português, mas passou nove anos na Segunda Liga entre 1997 e 2006. Na sua primeira época no futebol profissional, enfrentou o gigante FC Porto na Taça de Portugal, perdendo 4–5 em casa nos oitavos-de-final. Antes, tinha eliminado o Moreirense e o Feirense.
O ponto alto da história do clube foi em 2001, quando falhou por muito pouco a promoção à Primeira Liga.

### Declínio e clube fénix
Depois da histórica prestação em 2000/01, o FC Maia ainda lutou pela promoção nos anos seguintes. Mas acabaram por chegar problemas financeiros, e em 2005/06 a equipa foi despromovida ao terceiro escalão, a II Divisão.
No fim da época de 2006/07, o Maia foi relegado pela segunda vez consecutiva, caindo assim para o quarto escalão (III Divisão). Disputou a época de 2007/08, mas devido a problemas financeiros graves, a equipa foi excluída do campeonato em 2008 e depois fechada, mantendo-se as atividades no futebol juvenil.
Em 2011, o FC Maia foi oficialmente extinto. Entretanto, em 2009, o clube fénix FC Maia Lidador tinha nascido no seu lugar, começando das divisões distritais da AF Porto.

## Futebol do FC Maia

### Histórico
|                                  | Nº Presenças | Títulos |
| -------------------------------- | ------------ | ------- |
| Temporadas na 1ª                 | 0            |         |
| Temporadas na 2ª                 | 11           |         |
| Temporadas na 2ª (Nível 3) / 2ªB | 8            | 1       |
| Temporadas na 3ª (Nível 3)       | 2            |         |
| Temporadas na 3ª (Nível 4)       | 1            |         |
| Taça de Portugal                 | 23           |         |
| Taça da Liga                     | 0            |         |

### Classificações
| Época   | Nível | Divisão       | Série                  | Lugar | Movimento    |
| ------- | ----- | ------------- | ---------------------- | ----- | ------------ |
| 2000–01 | 2     | Liga de Honra |                        | 4º    |              |
| 2001–02 | 2     | Liga de Honra |                        | 9º    |              |
| 2002–03 | 2     | Liga de Honra |                        | 9º    |              |
| 2003–04 | 2     | Liga de Honra |                        | 5º    |              |
| 2004–05 | 2     | Liga de Honra |                        | 8º    |              |
| 2005–06 | 2     | Liga de Honra |                        | 18º   | Despromovido |
| 2006–07 | 3     | II Divisão    | Zona Norte             | 14º   | Despromovido |
| 2007–08 | 4     | III Divisão   | Série B – 1.ª Fase     | 14º   |              |
| 2007–08 | 4     | III Divisão   | Série B1 – Despromoção | 2º    |              |
| 2008–09 | 4     | III Divisão   | Excluído da competição |       |              |

## Palmarés
- Campeão Nacional da 2ª Divisão B: 1 (1996/97)